# مزار رایک
مزار رایک مربوط به دوره صفوی - دوره قاجار است و در شهرستان قائنات، روستای ورزگ واقع شده و این اثر در تاریخ ۵ آذر ۱۳۸۰ با شمارهٔ ثبت ۴۴۵۷ به‌عنوان یکی از آثار ملی ایران به ثبت رسیده است.